# Wojciech Szczurek

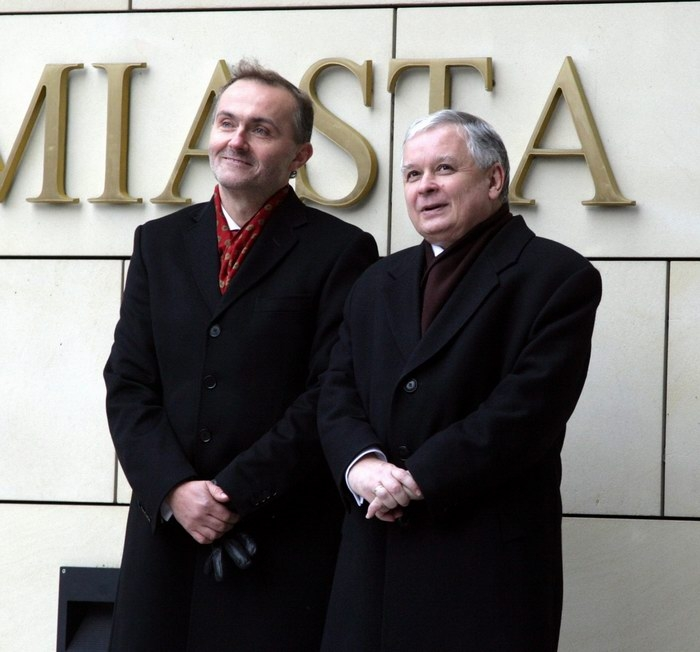
Wojciech Szczurek i Lech Kaczyński otwierają Muzeum Miasta Gdyni, 16 listopada 2007

Wojciech Bogusław Szczurek (ur. 1 grudnia 1963 w Gdyni) – polski prawnik i samorządowiec, doktor nauk prawnych, sędzia, w latach 1998–2024 prezydent Gdyni.

## Życiorys
Syn Zbigniewa Szczurka. Urodził się w Gdyni, uczęszczał do Szkoły Podstawowej nr 35, następnie do II Liceum Ogólnokształcącego im. Adama Mickiewicza w Gdyni. Ukończył studia na Wydziale Prawa i Administracji Uniwersytetu Gdańskiego. W 2001 uzyskał na UG stopień naukowy doktora nauk prawnych (specjalność prawo gospodarcze publiczne) na podstawie pracy pt. Działalność gospodarcza gmin w portach morskich (studium prawne).
W latach 1989–1994 był asesorem i sędzią Sądu Rejonowego w Gdyni, orzekając w wydziale cywilnym.
W 1989 współorganizował gdyński Komitet Obywatelski. Od 1990 związany z działalnością samorządową. W latach 1991–1998 był przewodniczącym gdyńskiej rady miasta, równocześnie reprezentował Gdynię w Sejmiku Samorządowym Województwa Gdańskiego. W drugiej połowie lat 90. przystąpił do Ruchu Stu. Później stanął na czele lokalnego ugrupowania pod nazwą „Samorządność”.
28 października 1998 został przez radnych wybrany na urząd prezydenta Gdyni. W pierwszych bezpośrednich wyborach samorządowych na to stanowisko w 2002 zdobył 62 208 głosów (77,26%), wygrywając już w pierwszej turze.
W 2003 objął funkcję prezesa Stowarzyszenia Miast Autostrady Bursztynowej, lobbującej na rzecz budowy autostrady A1. W marcu 2006 został doradcą społecznym prezydenta RP Lecha Kaczyńskiego do spraw samorządu.
W wyborach w 2006 ponownie wygrał w pierwszej turze, zdobywając 82 438 głosów (85,81%) i pokonując m.in. posła PiS Zbigniewa Kozaka (który otrzymał 7,49% głosów). W wyborach w 2010 został wybrany na czwartą z rzędu kadencję, otrzymując 80 345 głosów (87,39%). Również w 2014 i 2018 uzyskiwał reelekcję w pierwszej turze z wynikiem odpowiednio 79,01% oraz 67,88% głosów. W 2024 nie wszedł do drugiej tury głosowania, zajmując w pierwszej turze trzecie miejsce z wynikiem 23,53% głosów. Zakończył urzędowanie 7 maja 2024.
Zasiadał także w senacie Wyższej Szkoły Międzynarodowych Stosunków Gospodarczych i Politycznych, radzie programowej Centrum Studiów Bałtyckich Instytutu Badań nad Gospodarką Rynkową, Zespole Problemowym ds. Obszarów Miejskich i Metropolitalnych PAN. W 2024 wszedł w skład rady nadzorczej spółki Aqua Sopot.
Jest autorem książki Działalność gospodarcza gmin w portach morskich (Gdańsk 2000, ISBN 83-88829-38-6) oraz współautorem publikacji Prawo w portach morskich (Warszawa 1998, ISBN 978-83-87286-86-6).

## Odznaczenia i wyróżnienia
Ordery i odznaczenia
- Krzyż Komandorski Orderu Odrodzenia Polski (2015)[12]
- Krzyż Oficerski Orderu Odrodzenia Polski (2009)[13]
- Srebrny Medal „Zasłużony Kulturze Gloria Artis” (2005)[14]
- Odznaka honorowa „Za Zasługi dla Turystyki” (2010)[15]
- Odznaka Honorowa za Zasługi dla Samorządu Terytorialnego (2015)[16]
- Krzyż Pro Ecclesia et Pontifice

Nagrody i wyróżnienia
- Medal SARP Bene Merentibus (2014)[17]
- Odznaczenie Pamiątkowe „Za zasługi dla ŚZŻAK” (2013)[18]
- Nagroda im. Andrzeja Bączkowskiego 2010[19]
- Tytuł „Europejczyk Roku 2010” w kategorii „Gospodarz gminy, miasta, regionu”, przyznana przez „Monitor Unii Europejskiej”[20]
- Róża Franciszki Cegielskiej za zasługi dla rozwoju samorządności w Polsce (2010)[21]
- „Wektor 2006” (przyznany przez Konfederację Pracodawców Polski w 2007)
- „Człowiek Roku 2002” według „Dziennika Bałtyckiego”
- „Radiowa Osobowość Roku” według Radia Gdańsk
- „Rejs Roku 2003” za organizację Cutty Sark Tall Ship Races (przyznane przez Polski Związek Żeglarski w 2004)
- Statuetka kampanii „Cała Polska czyta dzieciom” dla pierwszego przedstawiciela władz samorządowych (2008)[22]

## Życie prywatne
Żonaty z Barbarą, ma trzech synów (Mateusza, Marka i Macieja).